# Château de Grizac
Le château de Grizac est situé au-dessous du village éponyme, sur la commune du Pont-de-Montvert en Lozère, en France. Propriété privée, il accueille à l'année une exposition sur le bienheureux pape Urbain V.

## Situation
Le château est situé sur le territoire de l'ancienne commune du Pont-de-Montvert, en Lozère, entre Cévennes et mont Lozère, dans l'ancienne province du Gévaudan.

## Histoire
Le château de Grizac aurait été bâti au XIIIe siècle, par Guillaume  Grimoard dont le statut de chevalier-paysan lui autorisait une telle construction. Son épouse, Amphélise de Montferrand, y mettra au monde ses six enfants. En 1310, y naîtra son fils, prénommé, lui aussi, Guillaume, le futur pape Urbain V.
Le 21 décembre 1984 le donjon et le logis (les parties restantes du château), ont été classées monument historique, et l'ensemble des dépendances et bâtiments de ferme a été inscrit.
Le château a été la propriété de Renaud Mouchet de Battefort de Laubespin, marquis de Laubespin, marié à Arlette de Garnier des Garets qui a fait des anciennes ruines la demeure que l'on peut aujourd'hui admirer. 
Il est aujourd'hui la propriété de sa fille, Maria Gilda Mouchet de Battefort de Laubespin, mariée à Louis d'Arlot de Cumond.

## Sources et références
1. 1 2  « Château de Grisac », notice no PA00103895, sur la plateforme ouverte du patrimoine, base Mérimée, ministère français de la Culture
2. ↑  Félix Buffière, Ce tant rude Gévaudan [détail des éditions], tome I, p. 771
3. ↑  Michel Riou (photogr. Michel Rissoan), Ardèche, terre de villages, La Fontaine de Siloé, 2008, 457 p. (ISBN 978-2-84206-429-7 et 2-84206-429-1, lire en ligne), p. 103